# پوسلوک ایمنی کالینینا
پوسلوک ایمنی کالینینا (به لاتین: Poselok Imeni Kalinina) یک روستا سابق در ارمنستان است که در استان آرارات واقع شده است.